# Ali Krieger
Alexandra Blaire Krieger, detta Ali (Alexandria, 28 luglio 1984), è un'ex calciatrice statunitense, di ruolo difensore.

## Biografia

### Vita privata
Il 13 marzo 2019 ha annunciato il suo prossimo matrimonio con la collega, e compagna di nazionale, il portiere Ashlyn Harris, conosciuta durante un ritiro con la loro nazionale; si sono sposate nel dicembre 2019.

## Carriera

### Club
Dopo il suo anno da matricola alla Penn State, Krieger si è unita al Wash. Freedom per le partite di esibizione nell'estate del 2004.
Nell'estate 2005 Krieger ha giocato come centrocampista con i Northern Virginia Majestics, club iscritto alla W-League. Il campionato venne spesso utilizzato dalle calciatrici universitarie come opzione di gioco estivo grazie al suo status di campionato aperto, che consente alle giocatrici di mantenere l'eleggibilità. Krieger ha maturato una sola presenza con la squadra, giocando 110 minuti.

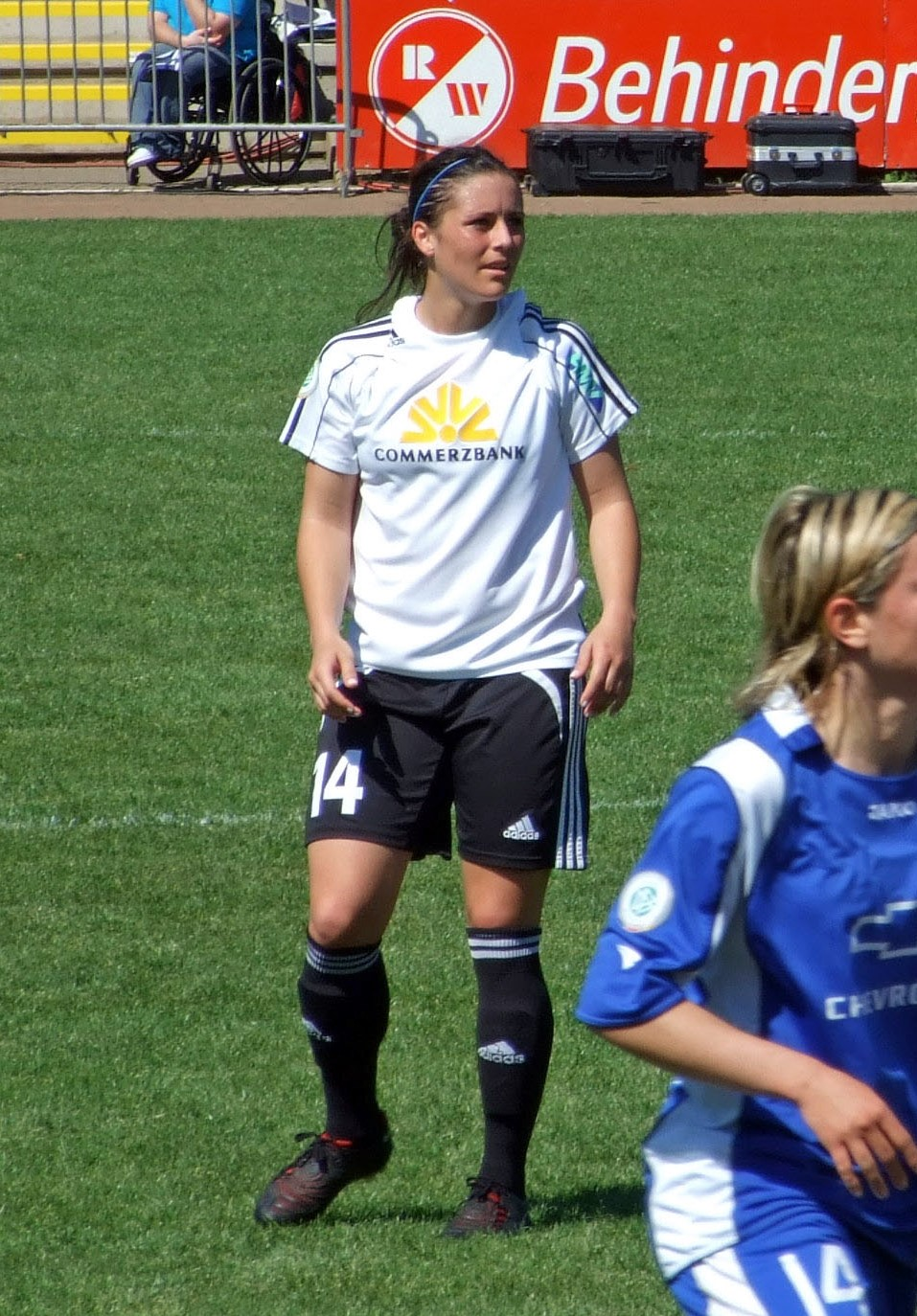
Krieger con la maglia del nel 2008.

Dopo il breve periodo trascorso con i Northern Virginia Majestics nell'estate 2005, Krieger è tornata ai Washington Freedom nel luglio 2005 per altre partite di esibizione con la squadra. Nel novembre 2005, Krieger ha subito una frattura alla gamba mentre era con la sua squadra collegiale e alla fine ha sviluppato un'embolia polmonare che l'ha tenuta lontana dal campo quell'estate. Per recuperare e per evitare ulteriori viaggi, Krieger è rimasta alla Penn State e non si è unita ai Washington Freedom per la stagione 2006. Krieger si è unita ai Freedom nell'estate 2007 per la loro prima stagione come squadra della W-League.
Nell'agosto 2007, subito dopo la stagione di W-League, Krieger ha firmato un contratto biennale con l'1. FFC Francoforte per giocare la stagione entrante nella Frauen-Bundesliga, la massima divisione del campionato tedesco femminile di calcio, durante la quale ha contribuito a conquistare il treble, campionato-Coppa di Germania-UEFA Women's Cup, diventando la prima statunitense a vincere la Coppa UEFA femminile.
Nel settembre 2008, Krieger è stata una delle 21 giocatrici della nazionale statunitense a cui è stata assegnata una squadra del neonato campionato Women's Professional Soccer (WPS), tuttavia, a causa dei suoi impegni con il club di Francoforte sul Meno, Krieger non ha potuto unirsi alla squadra in quel momento. Rimane invece in Germania per la stagione 2008-2009, che va da agosto a giugno. All'inizio della stagione, Krieger ha subito un infortunio al piede che ha limitato i suoi movimenti. Alla fine della stagione di Bundesliga, nel giugno 2009, il Francoforte ha permesso a Krieger di unirsi ai Washington Freedom in prestito per la stagione 2009, dove ha potuto recuperare adeguatamente e ritrovare la forma fisica per la successiva stagione di Bundesliga.
Nel corso delle qualificazioni olimpiche, nella vittoria per 14-0 con la Rep. Dominicana, ha subito un grave infortunio, la rottura del legamento crociato e mediale, e data la sua indisponibilità per il resto della stagione ottiene una rescissione anticipata del contratto trasferendosi al Washington Spirit.

### Nazionale
Krieger ha debuttato in nazionale il 16 gennaio 2008 contro il Canada, vincendo poi il mondiale 2015 e quelli del 2019.

## Palmarès

### Titoli nazionali
- Campionato tedesco: 1

1. FFC Frankfurt: 2007-2008
- Coppa di Germania: 2

1. FFC Frankfurt: 2007-2008, 2010-2011
- National Women's Soccer League: 1

NJ/NY Gotham: 2023

### Titoli internazionali
- UEFA Women's Champions League: 1

1. FFC Frankfurt: 2007-2008

### Nazionale
- Campionato mondiale: 2

Canada 2015, Francia 2019
- Algarve Cup: 2

2013, 2015
- SheBelieves Cup: 2

2016, 2020